# Club 5 Ski Classics
Club 5 Ski Classics est une association des courses « classiques » de la Coupe du monde de ski alpin fondée en 1988.

## Fondateurs
Les premières courses à faire partie de l'association, qui ont également donné le nom de « Classics 5 » sont : 
- Gröden/Val Gardena
- Garmisch-Partenkirchen
- Kitzbühel
- Wengen
- Val d'Isère